# Sacha Modolo
Sacha Modolo (* 19. Juni 1987 in Conegliano) ist ein ehemaliger italienischer Radrennfahrer. Er galt im Straßenradsport als Sprintspezialist.

## Werdegang
Sacha Modolo wurde 2004 Dritter bei der italienischen Meisterschaft im Straßenrennen der Juniorenklasse.
In der Saison 2006 gewann er mit dem Eintagesrennen Giro del Casentino seinen ersten Elitewettbewerb des internationalen Kalenders. Nachdem er 2009 den Gran Premio della Liberazione erhielt er ab der Saison 2010 einen Vertrag beim UCI Professional Continental Team Colnago-CSF Inox, die später Bardiani hieß.
2011 gewann er bei diversen kleineren Rundfahrten insgesamt neun Etappen und den Halbklassiker Coppa Agostoni. 2012 wurden es vier Etappensiege bei kleineren Rundfahrten. 2013 gelang ihm der Rekord von sechs Etappensiegen bei der Tour of Qinghai Lake, bei der er auch das Punkteklassement für sich entschied.
Hierauf wechselte Modolo zur Saison 2014 zum UCI WorldTeam Lampre-Merida, für das er in seinem ersten Jahr eine Etappe der Tour de San Luis, zwei Eintagesrennen der Mallorca Challenge, eine Etappe der Volta ao Algarve und zwei Etappen der Driedaagse van De Panne-Koksijde gewann. Nach diesen Siegen in kleineren Rennen gelangen ihm mit Etappensiegen bei der Tour de Suisse und der Peking-Rundfahrt seine ersten Erfolge bei Rennen der UCI WorldTour.
Beim Giro d’Italia 2015 gewann Modolo die 13. und 17. Etappe und erzielte damit seine bis dahin größten Erfolge. Außerdem gewann er mit der Tour of Hainan erstmals die Gesamtwertung eines internationalen Etappenrennens. Weitere WorldTour-Etappensiege gelangen ihm bei der Türkei-Rundfahrt 2016 und der Polen-Rundfahrt 2017.
2018 wechselte Modolo zur amerikanischen Mannschaft EF Education First-Drapac, für die er in seinem ersten Jahr eine Etappe der Andalusien-Rundfahrt gewann. 2020 und 2021 fuhr er zwei sieglose Jahre für Alpecin-Fenix, bevor er 2022 zu Bardiani CSF Faizanè zurückkehrte. Nach einem sieglosen Jahr erhielt er dort keinen neuen Vertrag und beendete seine Karriere als Aktiver nach dem Ende der Saison 2022.

## Erfolge
2006
- Giro del Casentino

2009
- Giro del Belvedere
- Gran Premio della Liberazione

2011
- zwei Etappen Tour of Qinghai Lake
- eine Etappe Brixia Tour
- zwei Etappen Dänemark-Rundfahrt
- Coppa Agostoni
- zwei Etappen Settimana Ciclistica Lombarda
- zwei Etappen Giro di Padania

2012
- eine Etappe Türkei-Rundfahrt
- zwei Etappen Österreich-Rundfahrt
- Coppa Bernocchi
- eine Etappe und Mannschaftszeitfahren Giro di Padania

2013
- eine Etappe Tour de San Luis
- sechs Etappen Tour of Qinghai Lake
- Coppa Bernocchi
- Memorial Marco Pantani

2014
- eine Etappe Tour de San Luis
- Trofeo Palma
- Trofeo Ses Salines
- eine Etappe Volta ao Algarve
- zwei Etappen Driedaagse van De Panne-Koksijde
- eine Etappe Tour de Suisse
- eine Etappe Tour of Beijing

2015
- eine Etappe Türkei-Rundfahrt
- zwei Etappen Giro d’Italia
- Gesamtwertung und drei Etappen Tour of Hainan

2016
- zwei Etappen Türkei-Rundfahrt
- eine Etappe Czech Cycling Tour

2017
- zwei Etappen Kroatien-Rundfahrt
- Grosser Preis des Kantons Aargau
- eine Etappe Polen-Rundfahrt

2018
- eine Etappe Andalusien-Rundfahrt

## Grand-Tour-Platzierungen
| Grand Tour            | 2010 | 2011 | 2012 | 2013 | 2014 | 2015 | 2016 | 2017 | 2018 | 2019 | 2020 | 2021 | 2022 |
| --------------------- | ---- | ---- | ---- | ---- | ---- | ---- | ---- | ---- | ---- | ---- | ---- | ---- | ---- |
| Giro d’ItaliaGiro     | DNF  | DNF  | 138  | 124  | –    | 126  | 84   | DNF  | 88   | DNF  | –    | –    | 114  |
| Tour de FranceTour    | –    | –    | –    | –    | DNF  | –    | –    | –    | –    | –    | –    | –    | –    |
| Vuelta a EspañaVuelta | –    | –    | –    | –    | –    | –    | –    | 131  | –    | –    | –    | DNF  | –    |